# Yazoo County
Das Yazoo County ist ein County im US-Bundesstaat Mississippi. Der Verwaltungssitz (County Seat) ist Yazoo City. Das U.S. Census Bureau hat bei der Volkszählung 2020 eine Einwohnerzahl von 26.743 ermittelt.

## Geographie
Das County liegt im Westen von Mississippi und hat eine Fläche von 2419 Quadratkilometern, wovon 38 Quadratkilometer Wasserfläche sind. Es grenzt an folgende Countys:
| Sharkey County   | Humphreys County | Holmes County  |
| Issaquena County |                  | Attala County  |
| Warren County    | Hinds County     | Madison County |

## Geschichte
Das Yazoo County wurde am 21. Januar 1823 aus Teilen des Hinds County gebildet. Benannt wurde es, ebenso wie die Bezirkshauptstadt, nach dem hier verlaufenden Yazoo River.
Ein Ort hat den Status einer National Historic Landmark, die archäologische Fundstätte Holly Bluff Site. 14 Bauwerke und Stätten des Countys sind insgesamt im National Register of Historic Places eingetragen (Stand 3. Februar 2018).

## Demografische Daten

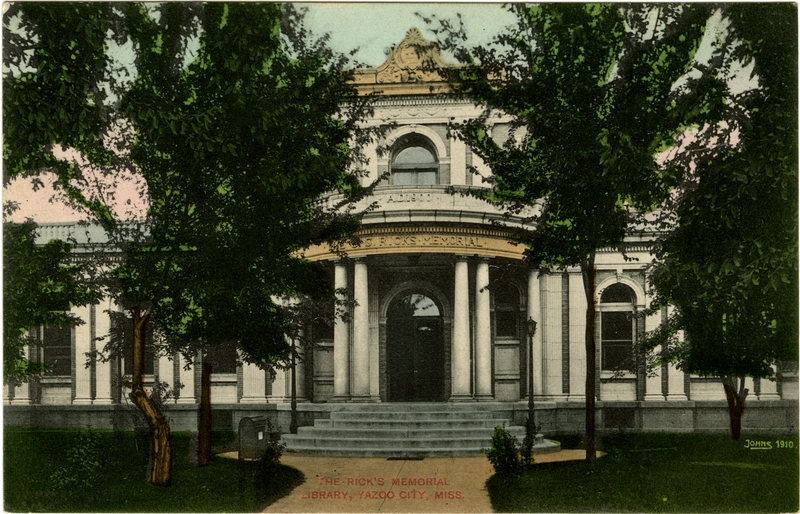
Ricks Memorial Library, seit 1975 im NRHP gelistet

Alterspyramide des Yazoo Countys (Stand: 2000)

Nach der Volkszählung im Jahr 2000 lebten im Yazoo County 28.149 Menschen in 9178 Haushalten und 6644 Familien. Die Bevölkerungsdichte betrug 12 Personen pro Quadratkilometer. Ethnisch betrachtet setzte sich die Bevölkerung zusammen aus 44,74 Prozent Weißen, 53,96 Prozent Afroamerikanern, 0,20 Prozent amerikanischen Ureinwohnern, 0,36 Prozent Asiaten und 0,22 Prozent aus anderen ethnischen Gruppen; 0,52 Prozent stammten von zwei oder mehr Ethnien ab. 4,38 Prozent der Bevölkerung waren spanischer oder lateinamerikanischer Abstammung, die verschiedenen der genannten Gruppen angehörten.
Von den 9178 Haushalten hatten 35,6 Prozent Kinder unter 18 Jahren, die mit ihnen lebten. 43,2 Prozent waren verheiratete, zusammenlebende Paare, 23,7 Prozent waren allein erziehende Mütter und 27,6 Prozent waren keine Familien. 24,5 Prozent aller Haushalte waren Singlehaushalte und in 11,7 Prozent lebten Menschen im Alter von 65 Jahren oder darüber. Die durchschnittliche Haushaltsgröße lag bei 2,81 und die durchschnittliche Familiengröße betrug 3,35 Personen.
28,5 Prozent der Bevölkerung war unter 18 Jahre alt, 9,8 Prozent zwischen 18 und 24, 29,2 Prozent zwischen 25 und 44, 20,1 Prozent zwischen 45 und 64 Jahre alt und 12,4 Prozent waren 65 Jahre oder älter. Das Durchschnittsalter betrug 34 Jahre. Auf 100 weibliche kamen statistisch 103,6 männliche Personen und auf 100 Frauen im Alter von 18 Jahren oder darüber kamen 103,6 Männer.

Das durchschnittliche Einkommen eines Haushaltes betrug 24.795 USD, das einer Familie 29.395 USD. Männer hatten ein durchschnittliches Einkommen von 28.553 USD, Frauen 19.797 USD. Das Prokopfeinkommen lag bei 12.062 USD. Etwa 25,4 Prozent der Familien und 31,9 Prozent der Bevölkerung lebten unterhalb der Armutsgrenze.

## Städte und Gemeinden
| - Anding - Benton - Bentonia - Carter | - Eden - Holly Bluff - Hopewell Landing - Oil City | - Satartia - Tinsley - Vaughan - Yazoo City |